# Dariusz Siastacz
Dariusz Siastacz (ur. 18 kwietnia 1962 w Jałowęsach) – polski aktor teatralny i filmowy.

## Życiorys
Studiował na Wydziale Aktorskim Państwowej Wyższej Szkoły Filmowej, Telewizyjnej i Teatralnej im/ Leona Schillera w Łodzi. 12 listopada 1981 roku miał miejsce jego debiut teatralny. Występował na scenach następujących teatrów:
- Teatr Ziemi Pomorskiej w Grudziądzu (1981-1982)
- Teatr Muzyczny im. Danuty Baduszkowej w Gdyni (1982-1994)
- Teatr im. Wilama Horzycy w Toruniu (1993-1995)
- Teatr Atelier im. Agnieszki Osieckiej w Sopocie (1994, 1996)
- Teatr Polski w Bielsku-Białej (1996)
- Teatr Dramatyczny im. Jerzego Szaniawskiego w Wałbrzychu (1999)
- Teatr Miejski im. Witolda Gombrowicza w Gdyni (1996− 2010)
- Teatr Powszechny im. Zygmunta Hübnera w Warszawie (2010-2012).
- Teatr im. Aleksandra Sewruka w Elblągu (od 2017)

## Filmografia
- 1985: Medium
- 1993: Czterdziestolatek. 20 lat później (odc. 7)
- 1995: Sukces (odc. 6)
- 1997−2012: Klan − kierownik budowy
- 2000: Piotrek zgubił dziadka oko, a Jasiek chce dożyć spokojnej starości − pijak (odc. 3)
- 2000−2005: Lokatorzy − listonosz (odc. 18); włamywacz (odc. 180); sędzia (odc. 223)
- 2001: Wiedźmin − bard Drogodar na uczcie w Cintrze
- 2002: Wiedźmin − bard Drogodar na uczcie w Cintrze (odc. 6)
- 2004: Czwarta władza
- 2005: Wróżby kumaka − przewodnik wycieczki
- 2005: Pełną parą − Wincenty Jastrząb, kierownik statku-restauracji
- 2006: Strajk − robotnik
- 2006−2007: Sąsiedzi − fałszywy inspektor Kowalski/złodziej brylantów (odc. 95); Henryk Janiak (odc. 119)
- 2006: Londyńczyk − przyjaciel ojca
- 2006: Mrok − Krzyś Abramczyk (odc. 7)
- 2006: Kryminalni − policjant (odc. 59)
- 2006: Faceci do wzięcia (odc. 16)
- 2007: W stepie szerokim − tajny agent Marian
- 2008: 0 1 0 − złomiarz
- 2009: Wszystko, co kocham − oficer
- 2009: Naznaczony − mężczyzna (odc. 1)
- 2009: Miasto z morza − mężczyzna szukający pracy
- 2009: Miasto z morza − mężczyzna szukający pracy (odc. 1)
- 2010: Chichot losu − bosman Tadeusz Nowicki (odc. 11)
- 2011: Zimowa córka
- 2011: Układ warszawski − Roman Czyżyk „Sadza” (odc. 11)
- 2011: Rezydencja − Piotr Bugajny
- 2011: Plebania − Cieślak (odc. 1806 i 1807)
- 2011~2015: Ojciec Mateusz − mechanik Łopacki (odc. 69), masażysta Makowski (od. 134), dyrektor Zastróżny (odc. 163)
- 2012−2013: Prawo Agaty − prokurator (odc. 21 i 47)
- 2012: Misja Afganistan − chorąży Adam Mazurkiewicz „Matka”
- 2012: Czas honoru − mężczyzna podwożący Janka i Bolka (odc. 55)
- 2013: Komisarz Alex − naczelnik więzienia (odc. 52)
- 2013: Hotel 52 − prokurator (odc. 91)
- 2013: Ranczo − funkcjonariusz operacyjny (odc. 90)
- 2014: Przyjaciółki − Stachu z grupy AA (odc. 46)
- 2014: Na krawędzi 2 (odc. 3)
- od 2016: Pierwsza miłość − sierżant Wołosz
- 2018 - 2022: Sprawiedliwi – Wydział Kryminalny – starszy aspirant Krzysztof Kopczyk
- 2018 / 2019: Świat według Kiepskich – gość w studio (odc. 532), funkcjonariusz Straży Miejskiej (odc. 548)
- 2023:  Na Sygnale - Pacjent Paweł (odc. 492)
- 2024: Gang Zielonej Rękawiczki jako Zygmunt Wrotycz (odc. 12, 16)
- 2025: Królowie jako bojar Borys

## Dubbing
- 2011: Jake i piraci z Nibylandii

## Teatr
- 2007 Dyzma musical jako Leon Kunicki (Teatr Miejski im. Witolda Gombrowicza w Gdyni, reż. Jan Szurmiej, 2007)[1]

### Teatr Telewizji
- 1991: Żołnierz królowej Madagaskaru jako słomiany wdowiec
- 1992: Jaskinia filozofów' jako uczeń
- 2006: Inka 1946' jako Wójcik

## Nagrody i wyróżnienia
- 1990: I miejsce podczas XI Przeglądu Piosenki Aktorskiej
- 1994: Nagroda prezydenta Gdyni
- 1996: Grand Prix za monodram Chodnik Rafała Bryndala w reż. Tomasza Dutkiewicza przyznane na XXX Ogólnopolskim Festiwalu Teatrów Jednego Aktora w Toruniu
- 1997: Nagroda prezydenta Gdyni za udział w Przeglądzie Piosenki Aktorskiej we Wrocławiu z monodramem Chodnik
- 2003: Nagroda publiczności dla najlepszego aktora Sceny Letniej Teatru Miejskiego w Gdyni w sezonie 2002/2003
- 2005: Nagroda prezydenta Gdyni z okazji Międzynarodowego Dnia Teatru za rolę tytułową w monodramie Kontrabasista Patricka Süskinda w reż. Jacka Bunscha w Teatrze Miejskim im. Gombrowicza w Gdyni
- 2006: Zwycięzca w konkursie na najpopularniejszego aktora orłowskiej Sceny Letniej w Gdyni
- 2009: Nagroda Prezydenta Gdyni z okazji Międzynarodowego Dnia Teatru
- 2010: Nagroda Specjalna Prezydenta Gdyni z okazji Międzynarodowego Dnia Teatru